# شهرستان کراکت (تگزاس)
شهرستان کراکت، تگزاس (به انگلیسی: Crockett County, Texas) یک سکونتگاه مسکونی در ایالات متحده آمریکا است که در تگزاس واقع شده‌است.

## خصوصیات
شهرستان کراکت ۷٬۲۷۰٫۱۴ کیلومترمربع مساحت دارد.